# Parepistaurus
Parepistaurus is een geslacht van rechtvleugeligen uit de familie veldsprinkhanen (Acrididae). De wetenschappelijke naam van dit geslacht is voor het eerst geldig gepubliceerd in 1896 door Karsch.

## Soorten
Het geslacht Parepistaurus omvat de volgende soorten:
- Parepistaurus browni Green, 1998
- Parepistaurus comoroensis Descamps & Wintrebert, 1969
- Parepistaurus crassicercus Uvarov, 1953
- Parepistaurus deses Karsch, 1896
- Parepistaurus eburlineatus Green, 1998
- Parepistaurus felix Kevan, 1955
- Parepistaurus hanangensis Hemp, 2010
- Parepistaurus inhaca Dirsh, 1959
- Parepistaurus intermedius Green, 1998
- Parepistaurus jagoi Green, 1998
- Parepistaurus johnseni Green, 1998
- Parepistaurus lindneri Kevan, 1955
- Parepistaurus lobicercus Uvarov, 1953
- Parepistaurus manyara Green, 1998
- Parepistaurus mupundui Green, 1998
- Parepistaurus nairobii Green, 1998
- Parepistaurus pseudofelix Green, 1998
- Parepistaurus pugui Green, 1998
- Parepistaurus pygmaeus Karny, 1909
- Parepistaurus robertsoni Green, 1998
- Parepistaurus stigmaticus Bolívar, 1912
- Parepistaurus tenuicercus Green, 1998
- Parepistaurus uguenoensis Hemp, 2010
- Parepistaurus vansomereni Kevan, 1955
- Parepistaurus zanzibaricus Uvarov, 1953